# Aulonosoma insignis
Aulonosoma insignis is een keversoort uit de familie Passandridae. De wetenschappelijke naam van de soort is voor het eerst geldig gepubliceerd in 1891 door Grouvelle.